# Горленко Володимир Федорович
Володимир Федорович Горленко (нар. 21 листопада 1927, Вовне) — український етнограф. Доктор історичних наук (1990).

## Біографія
Народився 21 листопада 1927 року в селянській родині в селі Вовне Шосткинського району (сьогодні Сумської області). 1953 року з відзнакою закінчив історичний факультет Московського державного університету. Після цього проходив аспірантуру в Інституті етнографії імені М. М. Миклухо-Маклая, під час якої досліджував етнографічні матеріали в архівах Москви та Санкт-Петербурга, брав участь в етнографічних експедиціях, вивчав відомості з української етнографії. Науковим керівником Володимира Горленка був бібліограф і етнограф Антон Козаченко.
Після успішного завершення аспірантури з 1957 року працював в ІМФЕ АН УРСР у Києві, єдиній тоді в Україні науковій установі з відділом етнографії (сьогодні належить до НАН України). Захистив кандидатську дисертацію на тему історії української етнографії від початків етнографії як науки до середини XIX століття. У 1965—1971 роках за сумісництвом викладав етнографію в Київському державному університеті імені Т. Г. Шевченка, на історичному факультеті якого в 1965 році вперше став ініціатором читання курсу «Історія української етнографії», а згодом також другого спецкурсу «Культура та побут українців». У 1975—1980 роках обіймав посаду завідувача відділу етнографії ІМФЕ АН УРСР. У 1981—2004 роках працював на посаді провідного наукового співробітника. У 1988 році в Києві захистив докторську дисертацію «Становление украинской этнографии конца XVIII — первой половины XIX в.». 1990 року здобув науковий ступінь доктора історичних наук. Крім КНУ, також за сумісництвом працював викладачем етнографії й у низці інших вищих навчальних закладах Києва.

## Доробок
Головним напрямком дослідження Володимира Горленка є українська етнографія. Автор статей і монографій з історії, теорії й становлення методики української етнографії, господарства та матеріальної культури українців, питань українського народознавства. Працював над невиданими працями «Традиції народно-побутової культури українців» і «Регіональний історико-етнографічний атлас України, Білорусії та Молдавії. Вип. 1. Народна землеробська техніка». Співзасновник і учасник науково-методичної ради Київського музею народної архітектури та побуту УРСР, член редакційної колегії міжнародного видання «Ethnologia Slavica». Був науковим керівником дисертантів В. Борисенко, Л. Артюх.